# Toggenburger
De toggenburger is een geitenras dat afkomstig is uit het Zwitserse Obertoggenburg (kanton Sankt Gallen) en is vanwege zijn melkgevende eigenschappen naar diverse landen geëxporteerd.

## Oorsprong
De toggenburger is een oud plaatselijk ras dat al in 1802 werd vermeld. De toggenburger is oorspronkelijk langharig en is lichtbruin tot muisgrijs, met lichtere oren, muil en poten.

## Nederlandse toggenburger
In 1905 werden de eerste toggenburgers door het Drents Landbouw Genootschap (DLG) uit Zwitserland naar Nederland geïmporteerd om de kwaliteit van de toen aanwezige Drentse landgeiten te verbeteren. Er werd gekozen voor de toggenburger omdat dit ras gezien hun soberheid goed zou passen op de arme Drentse veen- en zandgronden. Sinds de uitbraak van de mond-en-klauwzeerepidemie in 1911 en het uitbreken van de Eerste Wereldoorlog zijn er geen toggenburgers meer geïmporteerd.
In de jaren 1930 waren de eigenschappen van die gekruiste geiten zo fokzuiver en stabiel, dat kon worden gesproken van een nieuw melkgeitenras: de Nederlandse toggenburger. In 1938 werd een duidelijke rasstandaard aangenomen, welke grotendeels nog steeds van kracht is. Tot begin jaren 1960 werd de toggenburger hoofdzakelijk gefokt in de provincie Drenthe. Daarna heeft het ras zich verspreid door heel Nederland. In 2003 waren er ruim 4000 Nederlandse toggenburgers.

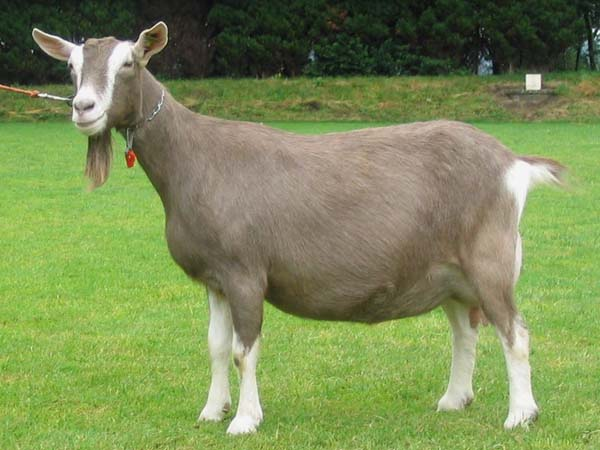
Toggenburgergeit

### Rasstandaard

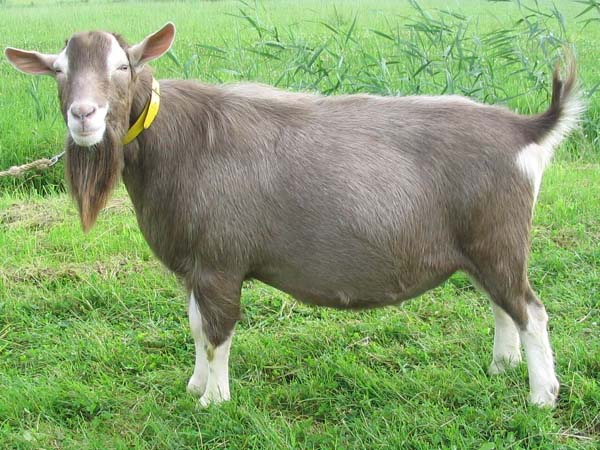
Toggenburgerbok

De Nederlandse toggenburger is een compact gebouwde geit, waarbij de gebruikswaarde, melkgeit, duidelijk aanwezig moet zijn. Een geit heeft een schofthoogte van ruim 70 cm. De lengte van de schoft en de romp is nagenoeg gelijk, zodat het dier wordt gekenmerkt door een "vierkante" bouw. De toggenburger heeft een markante kop, die vrij kort en breed in het voorhoofd is en voorzien van een zeer goed ontwikkelde kaak en een brede bek. Het neusprofiel is recht met een duidelijke insnijding onder de ogen. De hals is niet te lang, gespierd en krachtig. De voorhand is breed en ruim met voldoende diepte. De middenhand is niet gerekt, wel ruim en diep met brede lendenen. Het kruis is vierkant. De dijen en schenkel zijn goed gespierd. De benen zijn kort in de kootbanden. De lengte van de voorbenen is de helft van de totale schofthoogte. De beharing is kort en glad. De meest ideale kleur is chocoladebruin of lakzwart. De kleur kent 60 schakeringen die variëren van zwart, donkerbruin tot zeer lichtbruin. Hoe meer de toggenburger in de zon staat in plaats van binnen, des te lichter wordt de kleur van zijn vacht. De toggenburger heeft witte aftekeningen op de kop (het masker), de onderbenen en de spiegel.

### Eigenschappen
De Nederlandse toggenburger is een sobere melkgeit. Dat wil zeggen dat de toggenburger met relatief weinig voedsel een zeer behoorlijke melkproductie heeft: gemiddeld 3 liter melk per dag gedurende een periode van ongeveer 300 dagen. De melkbaarheid van het ras is zeer goed. De toggenburger wordt gekenmerkt door een uitstekende uierkwaliteit. Op menige plaatselijke, regionale of landelijke tentoonstelling is een toggenburger tot uierkampioen aangewezen. Door het rustige karakter zijn ze eenvoudig te houden, zowel in kleine als in grotere groepen.

### Zeldzaamheid
In 2017 waren er 821 volwassen vrouwelijke dieren (≥ 1 jaar). De inteelttoename per generatie is 0,50 – 1,00%. Op de website van het Centrum voor Genetische bronnen Nederland (CGN) worden de actuele aantallen bijgehouden. 
Volgens de normen van de FAO is het ras bedreigd maar wel stabiel.